# Буденхольцер, Майк
Майкл Винсент Буденхольцер (англ. Michael Vincent Budenholzer; род. 6 августа 1969 года, Холбрук, штат Аризона, США) — американский баскетбольный тренер. 
До прихода в «Санз» Буденхольцер ранее был главным тренером «Милуоки Бакс», с которыми в период с 2018 по 2023 год выиграл титул чемпиона НБА в сезоне 2020/21. Он также провел пять сезонов в качестве главного тренера «Атланты Хокс» и 19 сезонов в «Сан-Антонио Сперс», где первые два сезона был видеокоординатором, а затем стал ассистентом главного тренера Грегга Поповича.

## Игровая карьера
Буденхольцер вырос в городе Хорбрук в штате Аризона. Обучался в Помонском колледже, где четыре года играл в баскетбол и гольф и был назван выдающимся спортсменом выпускного курса в 1993 году. Буденхольцер получил степень бакалавра в области философии, политики и экономики. 19 сентября 2015 года Буденхольцер был введен в Зал славы Помоны.

## Тренерская карьера
После колледжа Буденхольцер провел сезон 1993/94 в Дании, играя на профессиональном уровне за баскетбольный клуб «Вейле», где набирал в среднем 27,5 очка за игру, одновременно являясь главным тренером двух команд молодежной системы клуба. До этого он непродолжительное время играл за шотландский клуб «Пентланд».

### Сан-Антонио Сперс (1994—2013)
В начале сезона 1994/1995 Буденхольцер был нанят в «Сан-Антонио Сперс» на должность видеокоординатора.  Он занимал эту должность в течение двух лет, после чего в начале сезона 1996/97 стал ассистентом главного тренера Грегга Поповича. Буденхольцер был частью команды, которая выиграла четыре чемпионата НБА в составе «Сперс».

### Атланта Хокс (2013—2018)
Буденхольцер покинул «Сан-Антонио» по окончании плей-офф НБА 2013 года и начал свою новую карьеру в качестве главного тренера «Атланты Хокс». В его первом сезоне в качестве главного тренера «Хокс» вышли в плей-офф Восточной конференции, заняв 8-е место, но затем проиграли в первом раунде «Индиане Пэйсерс», вышедшей с первого места.
В декабре 2014 года Буденхольцер был признан лучшим тренером месяца в Восточной конференции после того, как «Хокс» показали в этом месяце результат в 14 побед и 2 поражения. Позже в этом же сезоне, становится главным тренером матча всех звёзд НБА 2015 года от Восточной конференции благодаря тому, что «Атланта» заняла первое место в конференции к перерыву на Звездный Уикенд. Буденхольцер был назван тренером месяца в Восточной конференции в январе 2015 года после того, как привел «Ястребов» к первому в истории НБА результату в 17 побед за месяц. В дальнейшем он привел «Хокс» к рекорду франшизы - 60 победам, а также к самому глубокому проходу в плей-офф за последние 48 лет, дойдя с клубом до финала конференции. 21 апреля 2015 года Буденхольцер получил награду Тренера года НБА.
30 июня 2015 года Буденхольцер был повышен до президента по баскетбольным операциям в дополнение к своим обязанностям главного тренера. В то время как Уэс Уилкокс был повышен до генерального менеджера, Буденхольцер имел право последнего голоса во всех баскетбольных вопросах.
1 августа 2015 года Буденхольцер выступал в качестве помощника тренера команды Африки на выставочной игре НБА 2015 года в Африке.
5 мая 2017 года Буденхольцер был снят с должности президента по баскетбольным операциям, 25 апреля 2018 года было объявлено о его увольнении с поста главного тренера клуба.

### Милуоки Бакс (2018—2023)
17 мая 2018 Буденхольцер становится главным тренером клуба «Милуоки Бакс». В его первом сезоне «Бакс» добились успеха, показав результат в 60 побед и 22 поражения. В январе 2019 года Буденхольцер был выбран тренером команды Востока на Матче всех звезд НБА 2019 года. В конце сезона он во второй раз в своей карьере стал тренером года НБА, а также получил награду «Тренер года» Национальной ассоциации баскетбольных тренеров.
20 июля 2021 года Буденхольцер привел «Милуоки Бакс» к первому чемпионскому титулу НБА для клуба за 50 лет. «Бакс» стали пятой командой в истории НБА, выигравшей титул, проиграв первые две игры.
24 августа 2021 года «Бакс» подписали с Буденхольцером многолетний контракт.
В сезоне 2021/22 Буденхольцер второй год подряд привел команду к третьему месту в Восточной конференции. В первом раунде плей-офф «Бакс» обыграли «Чикаго Буллз», но в полуфинале конференции уступили «Бостон Селтикс» в семи матчах.
В сезоне 2022/23 «Бакс» завершили регулярный чемпионат с лучшим результатом в лиге. Однако 4 мая 2023 года Буденхольцер был уволен из «Бакс» после того, как команда проиграла в пяти матчах в первом раунде плей-офф «Майами Хит», которая в итоге стала первой командой с восьмого места, вышедшей в финал НБА с сезона 1998/99. Поскольку поражение в серии было частично связано с травмой Янниса Адетокунбо, а Буденхольцер потерял своего брата в автокатастрофе во время серии, этот шаг клуба вызвал споры среди болельщиков. Одни считали, что это было правильное решение в связи с поражением в серии и другими неудачными выступлениями в плей-офф, в то время как другие ставили под сомнение обоснованность такого шага из-за травмы Адетокунбо и личных проблем, с которыми Буденхольцер столкнулся во время серии.

### Финикс Санз (2024—настоящее время)
11 мая 2024 года Буденхольцер был принят на должность главного тренера команды «Финикс Санз». В сезоне 2024/25 «Финикс» не попал в зону плей-ин и завершил чемпионат после «регулярки», заняв 11-е место на Западе с результатом в 36 побед и 46 поражений. Клуб уволил главного тренера, отработавшего 1 сезон с командой, 15 апреля 2025 года.

## Статистика тренера
| Команда          | Сезон            | G   | W   | L   | W–L% | Итог                        | PG  | PW | PL | Результат |                                   |
| ---------------- | ---------------- | --- | --- | --- | ---- | --------------------------- | --- | -- | -- | --------- | --------------------------------- |
| Атланта          | 2013/14          | 82  | 38  | 44  | 463  | 4 в Юго-Восточном дивизионе | 7   | 3  | 4  | 429       | Проигрыш в первом раунде          |
| Атланта          | 2014/15          | 82  | 60  | 22  | .732 | 1 в Юго-Восточном дивизионе | 16  | 8  | 8  | .500      | Проигрыш в финале конференции     |
| Атланта          | 2015/16          | 82  | 48  | 34  | .585 | 2 в Юго-Восточном дивизионе | 10  | 4  | 6  | .400      | Проигрыш в полуфинале конференции |
| Атланта          | 2016/17          | 82  | 43  | 39  | .524 | 2 в Юго-Восточном дивизионе | 6   | 2  | 4  | .333      | Проигрыш в первом раунде          |
| Атланта          | 2017/18          | 82  | 24  | 58  | .293 | 5 в Юго-Восточном дивизионе | —   | —  | —  | —         | Не выход в плей-офф               |
| Милуоки          | 2018/19          | 82  | 60  | 22  | .732 | 1 в Центральном дивизионе   | 15  | 10 | 5  | .667      | Проигрыш в финале конференции     |
| Милуоки          | 2019/20          | 73  | 56  | 17  | .767 | 1 в Центральном дивизионе   | 10  | 5  | 5  | .500      | Проигрыш в полуфинале конференции |
| Милуоки          | 2020/21          | 72  | 46  | 26  | .639 | 1 в Центральном дивизионе   | 12  | 7  | 5  | .696      | Выигрыш чемпионства НБА           |
| Милуоки          | 2021/22          | 82  | 51  | 31  | .622 | 1 в Центральном дивизионе   | 12  | 7  | 5  | .583      | Проигрыш в полуфинале конференции |
| Милуоки          | 2022/23          | 82  | 58  | 24  | .707 | 1 в Центральном дивизионе   | 5   | 1  | 4  | .200      | Проигрыш в первом раунде          |
| Всего за карьеру | Всего за карьеру | 801 | 484 | 317 | .604 |                             | 104 | 56 | 48 | .538      |                                   |

## Личная жизнь
Буденхольцер — младший из семи детей, родившихся в семье Винса и Либби Буденхольцер. Он имеет немецкое происхождение. Его отец также был баскетбольным тренером и 25 лет тренировал команды средней школы и колледжа в Аризоне, после чего ушел на пенсию в 1997 году. У Буденхольцера четверо детей: Уильям Винсент, Савойя Элизабет, Ханна Луиза и Джон Бент.
24 апреля 2023 года один из братьев Буденхольцера погиб в автокатастрофе.